# سادائو آراکی
سادائو آراکی (ژاپنی: 荒木 貞夫؛ زاده ۲۶ مهٔ ۱۸۷۷ درگذشته ۲ نوامبر ۱۹۶۶) ارتشبد در نیروی زمینی امپراتوری ژاپن قبل و در طول جنگ جهانی دوم بود. وی به عنوان یکی از اصلی‌ترین نظریه‌پردازان سیاسی راست‌گرای ملی در امپراتوری ژاپن، به عنوان رهبر جناح رادیکال جناح راه امپراتور در درون ارتش ژاپن قلمداد می‌شد. به عنوان وزارت نیروی زمینی امپراتوری ژاپن تحت نخست‌وزیری اینوکای تسویوشی خدمت کرد. وی بعداً به عنوان وزیر در وزارت آموزش، فرهنگ، ورزش، علوم و فناوری در دوره دولت‌های کونوئه فومیمارو و هیرانوما کی‌ایچیرو خدمت کرد.
در سال ۱۹۳۱، ژنرال آراکی به عنوان وزیر جنگ ژاپن منصوب شد. او عقاید تندی داشت. او همچون بسیاری دیگر از مقامات بلندپایهٔ ارتش ژاپن باور داشت که ژاپن یا باید به کشوری امپریالیستی بدل شود یا منتظر نابود شدن ملتش بنشیند. او به مبلغ علنی تمامیت‌خواهی، نظامی‌گری، توسعه‌طلبی و کوکوتای بدل شد.
پس از جنگ جهانی دوم، وی به جرم جنایات جنگی ژاپن محکوم شد و به حبس ابد محکوم شد اما در سال ۱۹۵۵ آزاد شد.